# William Sinclair (Adliger, † nach 1358)
Sir William Sinclair of Roslin (auch William St. Clair) († nach 1358) war ein schottischer Adliger.

## Leben
William Sinclair entstammte der schottischen Familie Sinclair. Er war der älteste Sohn von William Sinclair. Er war noch minderjährig, als sein Vater zusammen mit James Douglas aufbrach, um das Herz von König Robert I. ins Heilige Land zu überführen. Sein Vater fiel 1330 in Spanien im Kampf gegen die Mauren. Nach dem Tod seines Großvaters Henry Sinclair, der um 1330 starb, wurde der junge William Erbe der Baronie Roslin in Midlothian und von weiteren Besitzungen in Zentral- und Südschottland.
Sinclair heiratete Isabelle Strathearn, die älteste Tochter von Malise, 8. Earl of Strathearn aus seiner zweiten Ehe mit Marjorie. Der einzige Sohn von Malise 1344 wurde ermordet, und als Malise um 1350 starb, wurde Isabelle zusammen mit ihren vier Schwestern eine der Erbinnen ihres Vaters. Die Aufteilung des Erbes wurde dadurch erschwert, dass die Töchter aus zwei Ehen stammten und weil im schottisch geprägten Caithness ein anderes Erbrecht galt als im skandinavisch geprägten Orkney. Deshalb erhielt erst Sinclairs ältester Sohn Henry Sinclair († 1400) einen Teil des Landbesitzes seines Großvaters Malise.